# Luge als Jocs Olímpics d'hivern de 1964
Als Jocs Olímpics d'Hivern de 1964 celebrats a la ciutat d'Innsbruck (Àustria) es disputaren tres proves de luge, dues en categoria masculina i una en categoria femenina. Aquesta fou la primera vegada que aquesta disciplina esportiva formava part del programa oficial dels Jocs.
La competició tingué lloc entre els dies 30 de gener i 4 de febrer de 1964 a les instal·lacions esportives d'Innsbruck. Hi participaren un total de 67 corredors, entre ells 51 homes i 16 dones, de 12 comitès nacionals diferents.

## Resum de medalles

### Categoria masculina
| Prova              | Or                                        | Argent                                | Bronze                                       |
| Individual detalls | Thomas Köhler                             | Klaus Bonsack                         | Hans Plenk                                   |
| Parelles detalls   | Àustria Josef Feistmantl · Manfred Stengl | Àustria Reinhold Senn · Helmut Thaler | Itàlia Walter Aussendorfer · Sigisfredo Mair |

### Categoria femenina
| Prova              | Or               | Argent       | Bronze         |
| Individual detalls | Ortrun Enderlein | Ilse Geisler | Helene Thurner |

## Medaller
| Posició | País     | Or | Argent | Bronze | Total |
| 1       | Alemanya | 2  | 2      | 1      | 5     |
| 2       | Àustria  | 1  | 1      | 1      | 3     |
| 3       | Itàlia   | 0  | 0      | 1      | 1     |
|         |          |    |        |        |       |
| Total   | Total    | 3  | 3      | 3      | 9     |